# Craig Robinson (színművész)
Craig Phillip Robinson (Chicago, 1971. október 25. –) amerikai színész, humorista, zenész és énekes.
Legismertebb szerepei Darryl Philbin az Office, szinkronszínészként LeVar 'Freight Train" Brown A Cleveland-show, és Doug Judy a Brooklyn 99 – Nemszázas körzet című sorozatokban. Ismertnek számít Seth Rogennel való együttműködéseiről is: Ananász expressz (2008), Zack és Miri pornót forgat (2008), Itt a vége (2013) és Virsliparti (2016).
Szerepelt a Vissza a jelenbe! (2010), a Get on Up – A James Brown sztori (2014) és A nevem Dolemite (2019) című filmekben.

## Fiatalkora
Chicagóban született. Anyja zenetanár volt, míg apja ügyvéd. Chicago déli részén nőtt fel. A Whitney M. Young Magnet High Schoolban tanult. 1994-ben diplomázott az Illinois Állami Egyetemről. Zenét is tanított.
Még középiskolás korában kezdett stand-upolni és színészetet tanulni.

## Filmográfia

### Film
| Év   | Magyar cím                                         | Eredeti cím                                    | Szerep                    | Magyar hang         |
| ---- | -------------------------------------------------- | ---------------------------------------------- | ------------------------- | ------------------- |
| 2007 | D-War – Sárkányháború                              | D-War                                          | Bruce                     | Barabás Kiss Zoltán |
| 2007 | Apu boldogsága                                     | Daddy's Little Girls                           | Byron                     | Maday Gábor         |
| 2007 | Felkoppintva                                       | Knocked Up                                     | ajtónálló                 | Lux Ádám            |
| 2007 | A lankadatlan – A Dewey Cox sztori                 | Walk Hard: The Dewey Cox Story                 | Bobby Shad                | Kapácsy Miklós      |
| 2008 | Ananász expressz                                   | Pineapple Express                              | Matheson                  | Kardos Róbert       |
| 2008 | Zack és Miri pornót forgat                         | Zack and Miri Make a Porno                     | Delaney                   | Kapácsy Miklós      |
| 2009 | Fanboys – Rajongók háborúja                        | Fanboys                                        | biztonsági őr             | Láng Balázs         |
| 2009 | Miss Március                                       | Miss March                                     | Lópöcs.mpeg               | Sótonyi Gábor       |
| 2009 | Éjszaka a múzeumban 2.                             | Night at the Museum: Battle of the Smithsonian | Tuskegee pilóta (cameo)   |                     |
| 2009 | A verda horda – Adj el, vagy hullj el!             | The Goods: Live Hard, Sell Hard                | DJ Kívánság               | Seder Gábor         |
| 2009 | Diploma után                                       | Post Grad                                      | temetkezési vállalkozó    |                     |
| 2010 |                                                    | Father of Invention                            | Jerry                     |                     |
| 2010 | Shrek a vége, fuss el véle                         | Shrek Forever After                            | Süti ogre (hangja)        | Szabó Győző         |
| 2010 | Vissza a jelenbe                                   | Hot Tub Time Machine                           | Nick Webber-Agnew         | Crespo Rodrigo      |
| 2013 | A szörny mentőakció                                | Escape from Planet Earth                       | Doc (hangja)              | Scherer Péter       |
| 2013 | Mi, a népség                                       | Peeples                                        | Wade Walker               | Király Attila       |
| 2013 | Itt a vége                                         | This Is the End                                | önmaga                    | Törköly Levente     |
| 2013 | Percy Jackson: Szörnyek tengere                    | Percy Jackson: Sea of Monsters                 | George (hangja)           | Forgács Gábor       |
| 2013 | Ördögöt fogtál, nem ereszt                         | Rapture-Palooza                                | Earl Gundy / Antikrisztus | Törköly Levente     |
| 2014 | Get on Up – A James Brown sztori                   | Get on Up                                      | Maceo Parker              |                     |
| 2015 | Vissza a jelenbe 2.                                | Hot Tub Time Machine 2                         | Nick Webber               | Mészáros Máté       |
| 2016 | Morris, az amerikai                                | Morris from America                            | Curtis Gentry             |                     |
| 2016 | Virsliparti                                        | Sausage Party                                  | Mr. Grits (hangja)        | Papucsek Vilmos     |
| 2017 | Table 19                                           | Table 19                                       | Jerry Kepp                | Mészáros Máté       |
| 2017 | Haláli csajok                                      | Tragedy Girls                                  | Albert "Big Al" Hill      |                     |
| 2017 |                                                    | Austin Found                                   | Jebidiah                  |                     |
| 2018 |                                                    | An Evening with Beverly Luff Linn              | Beverly Luff Linn         |                     |
| 2018 |                                                    | Henchmen                                       | Stew (hangja)             |                     |
| 2019 | A nevem Dolemite                                   | Dolemite Is My Name                            | Ben Taylor                |                     |
| 2019 |                                                    | Zeroville                                      | betörő                    |                     |
| 2019 | Jay és Néma Bob Reboot                             | Jay and Silent Bob Reboot                      | Jerry N. Executioner bíró |                     |
| 2020 | Dolittle                                           | Dolittle                                       | Kevin (hangja)            | Nagypál Gábor       |
| 2020 | Timmy Kudarc: Becsúszott pár hiba                  | Timmy Failure: Mistakes Were Made              | Mr. Jenkins               |                     |
| 2020 | Kanári                                             | Songbird                                       | Lester                    | Bognár Tamás        |
| 2021 |                                                    | Mona Lisa and the Blood Moon                   | Harold rendőr             |                     |
| 2022 | A rosszfiúk                                        | The Bad Guys                                   | Mr. Cápa (hangja)         | Mészáros Máté       |
| 2024 | Kémecském: Az örök város                           | My Spy: The Eternal City                       | Connelly                  | Sótonyi Gábor       |
| 2024 | Bikinifenék megmentése: Szandi Csovi nagy kalandja | Saving Bikini Bottom: The Sandy Cheeks Movie   | Csovi papa (hangja)       | Csankó Zoltán       |
| 2024 | Az elbűvölő hóember                                | Hot Frosty                                     | Nathaniel Hunter          | Barabás Kiss Zoltán |
| 2025 | A rosszfiúk 2.                                     | The Bad Guys 2                                 | Mr. Cápa (hangja)         | Elek Ferenc         |

## Fordítás
- Ez a szócikk részben vagy egészben  a   Craig Robinson (actor) című angol Wikipédia-szócikk fordításán alapul.  Az eredeti cikk szerkesztőit annak laptörténete sorolja fel. Ez a jelzés csupán a megfogalmazás eredetét és a szerzői jogokat jelzi, nem szolgál a cikkben szereplő információk forrásmegjelöléseként.